# Ашаиман
Ашаиман — город в Гане, на побережье Гвинейского залива восточнее столицы страны — Аккры, в области Большая Аккра. Население — 284,5 тыс. жителей (2012).

## География
Находится в 4 км к северу от Темы и в 30 км к востоку от столицы страны Аккры.

## История
Основан в XVII веке Нии Ашаи, который прибыл сюда из Темы. Город назван в честь основателя.
Рост города был обусловлен притоком мигрантов из других районов Ганы. В настоящее время здесь проживает около 50 этнических групп из всех 10 регионов Ганы, каждую из которых возглавляет свой предводитель.

## Экономика
Основными занятиями жителей является растениеводство, животноводство и рыболовство.

## Образование
Образование представлено в основном первой и второй ступенями — младшими и средними школами, из них около 20 — общественные, около 200 — частные. Единственная общественная старшая школа — Ashaiman Senior High School, кроме неё действует семь частных старших школ.